# PGM ヘカートII
PGM ヘカートII (仏:PGM Hécate II)はフランスのPGMプレシジョン社が開発、製造している狙撃銃である。同社の展開するウルティマ・ラティオシリーズでは最大の12.7ｍｍ弾薬を使用する。ヘカートとはギリシア神話の女神ヘカテーの事。フランス陸軍が大型狙撃銃FR-12,7として制式採用している。これは仏語で「12.7mm口径ボルトアクションライフル」を意味するFusil à Répétition de calibre 12,7を略したものである。

## 概要
NATO標準の重機関銃弾薬である.50BMG(12.7×99mm)を使用するボルトアクション対物ライフルで、約1,800m以上での射撃を想定して設計されている。2000年代前半までは、他のウルティマ・ラティオシリーズと共に、ベルギーのFN社ブランドで販売されていたが、現在はPGMプレシジョンの自社ブランドから販売されている。
ヘカートIIは他のPGM製ライフルと同様の金属製スケルトン構造を採用し、スケールアップが施されている。射撃精度を高めるため、前方に二脚、後方に一脚を装備し、これらは両方とも調整が可能である。銃床も調整式で、射手の体型に合わせることができる。
放熱と重量軽減のため、銃身表面に螺旋状の溝を掘るフルーティングが施されている。また、射撃の反動を7.62x51mm NATO弾用小銃程度に軽減するために、高効率のマズルブレーキを装着している。
標準的な照準器として、10倍の望遠性能を持つSCROME LTE J10 F1照準眼鏡が制式化されている。

## 運用
フランス陸軍はFR-12.7を長距離射撃、阻止攻撃、カウンター狙撃に使用している。また、不発弾を安全な距離から破壊するための、HEIAPを使用した対物ライフルとして用いられる。

## 写真

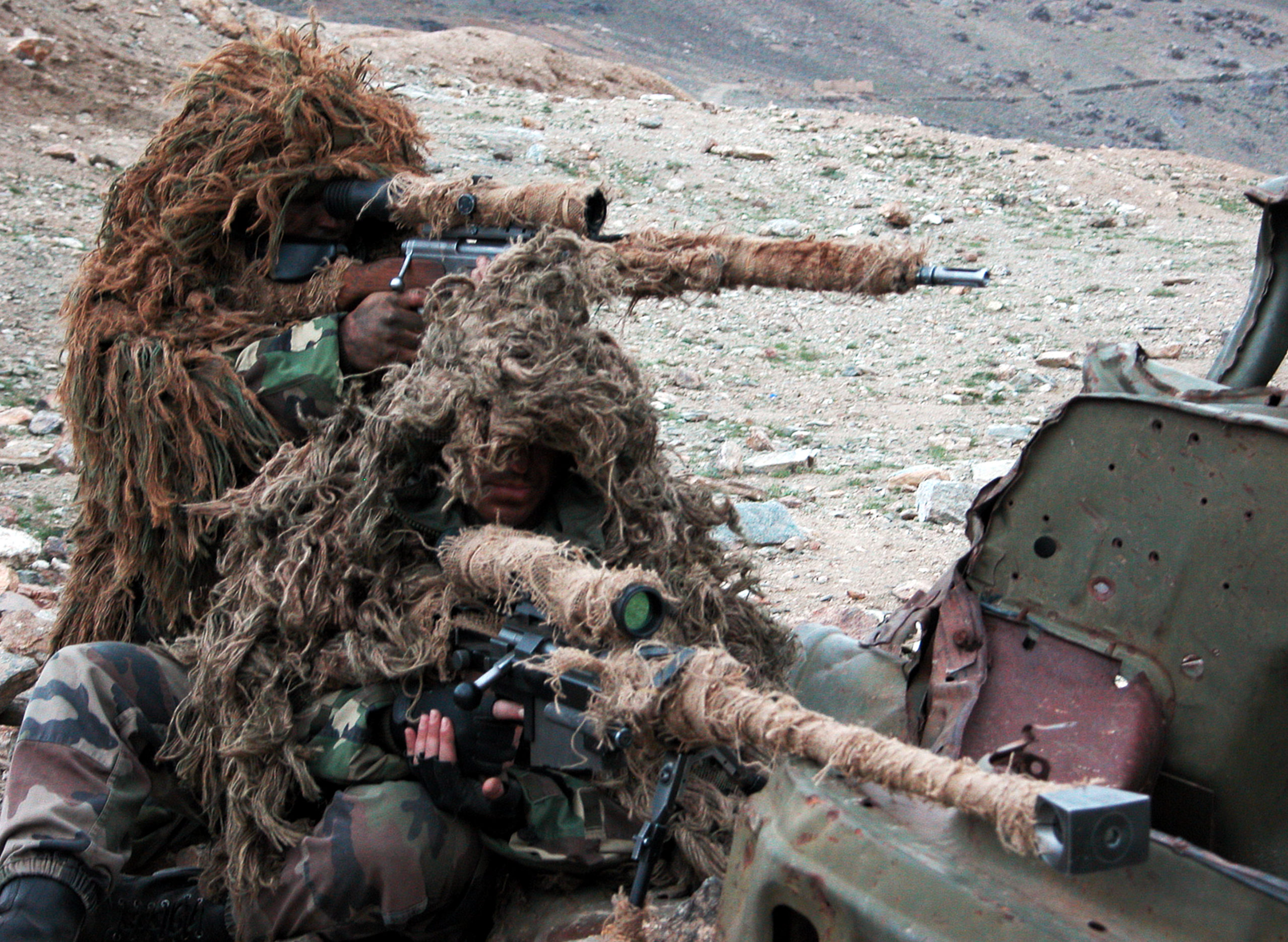
フランスの第2外人歩兵連隊の狙撃兵。アフガニスタンではPGM ヘカートIIおよびFR F2狙撃銃を装備している。
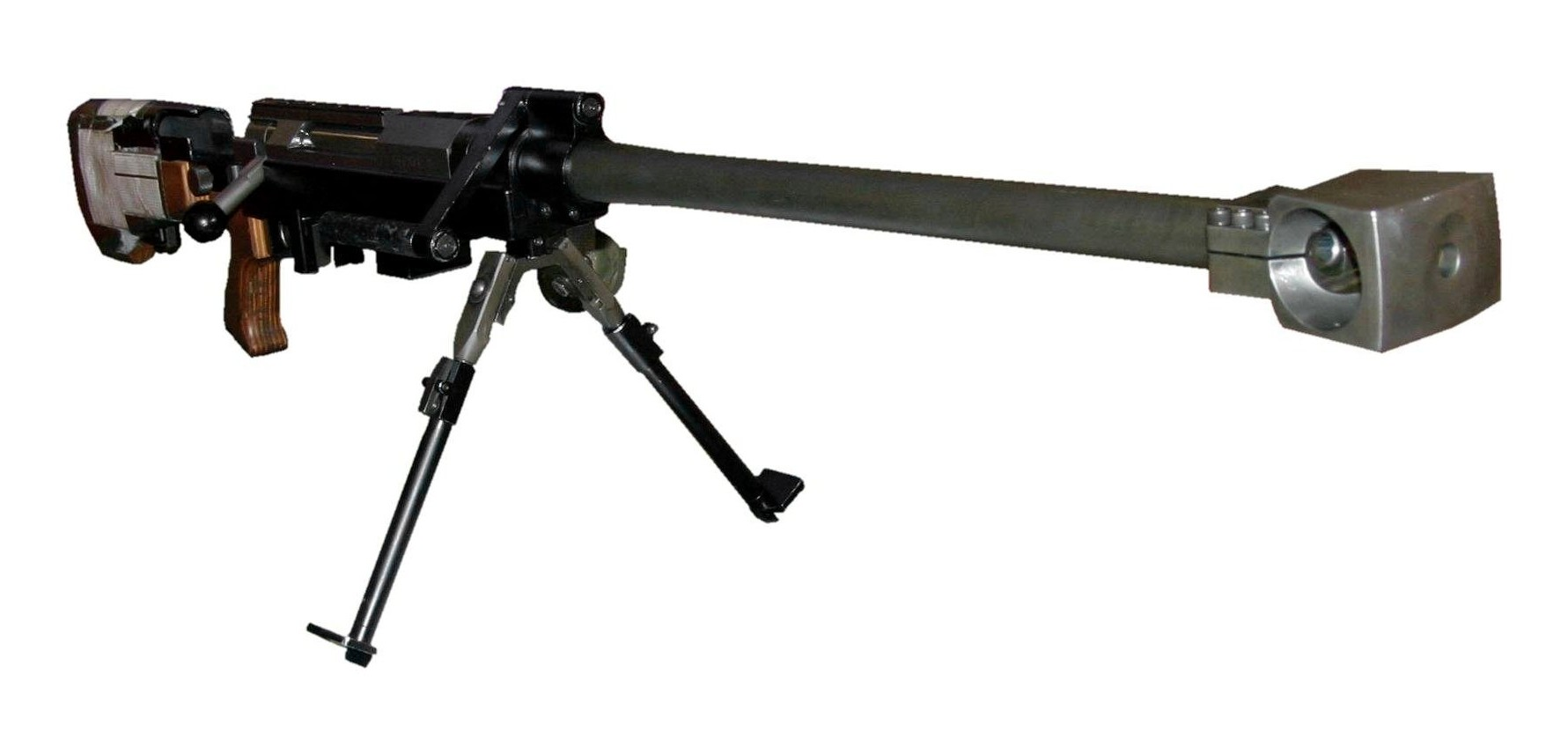
PGM ヘカートIIの特徴的なマズルブレーキ。
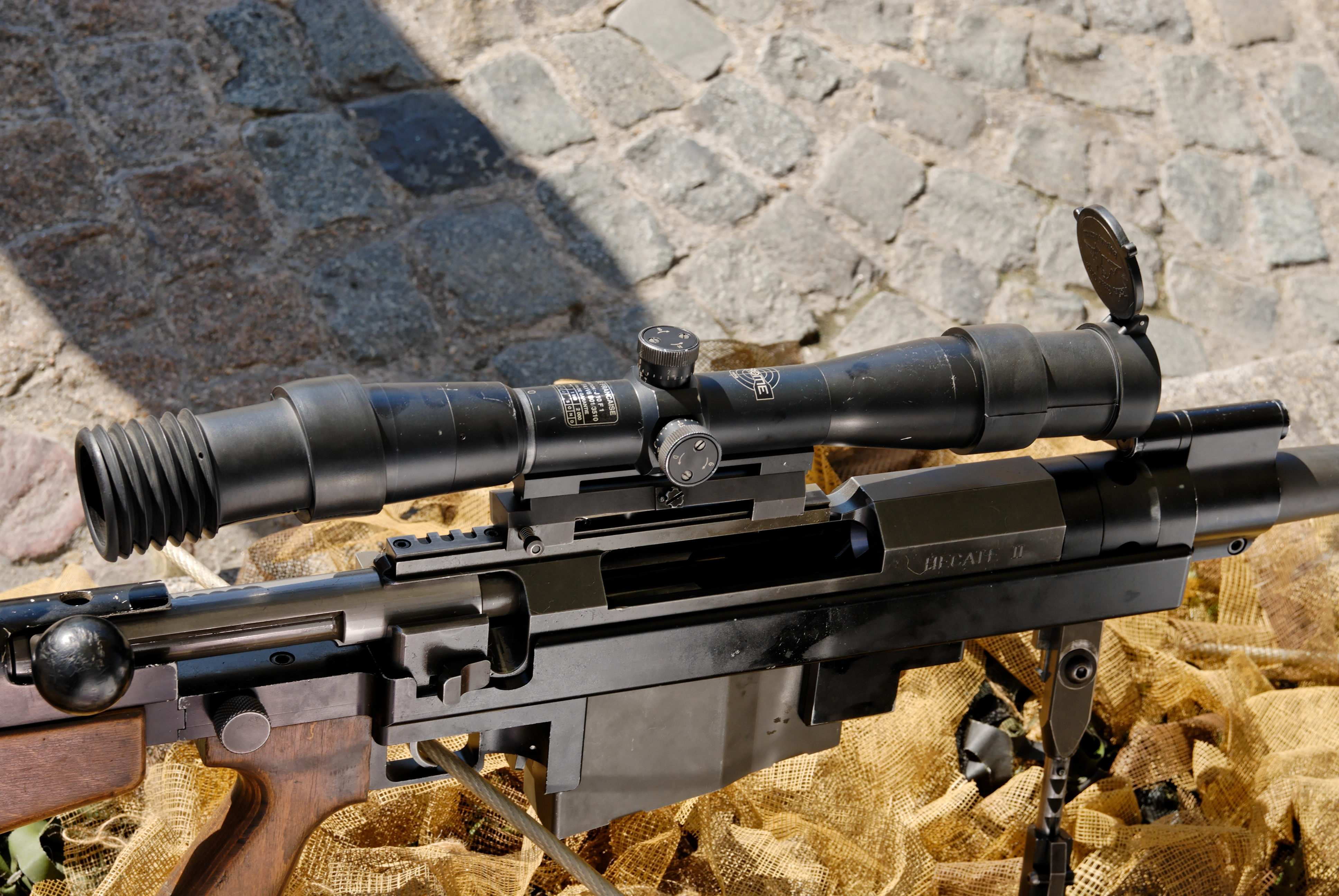
PGM ヘカートIIにフランス陸軍制式のスコープであるScrome LTE J10 F1を装着した写真。

## 採用国
- エストニア[1]
- フランス[2]
- ラトビア[3]
- スロベニア[4]
- スイス

## 登場作品

### 漫画・アニメ
『GUNSLINGER GIRL』
9話でエルザ・デ・シーカが使用。
『ナジカ電撃作戦』
暗殺者や柊七虹香が使用。

### 小説
『ソードアート・オンライン』
ファントム・バレット編のヒロイン、シノンの愛銃として登場。意志力の影響する特殊なVR空間(アンダーワールド)においても、ファンタジー的世界観を無視して現出されるほどに思い入れは深い。アニメ版にも登場。

### ゲーム
『Fallout: New Vegas』
「アンチマテリアルライフル」と言う名称で登場。プレイヤー、NPCが使用する。また、AP弾やHE弾など様々な弾薬を使い分けることが可能。
『ソードアート・オンライン フェイタル・バレット』
「AMRティアマト」の名称で登場。全体的なフォルムは同じだが、フォアグリップ付近に大きなアレンジが入った架空銃である。シノンの他サトライザーが使用する。
『Phantom Forces』
メインウェポンとして使用が可能
『roblox  Uprising』
ティア10になると入手出来る、一発あたりのダメージが2番目に大きい武器。
『Battle Prime』
「Hellcat」の名で登場。